# ایگناتیوس گرونکوفسکی
ایگناتیوس گرونکوفسکی (انگلیسی: Ignatius Gronkowski; ۲۸ مارس ۱۸۹۷ – سپتامبر ۱۹۸۱) دوچرخه‌سوار اهل ایالات متحده آمریکا بود. وی در 
```
شرکت کرده است.
```